# بخش بودن
بخش بودن (به سوئدی: Bodens kommun) یک ناحیه شهری در سوئد است که در شهرستان نوربوتن واقع شده‌است.

## خواهرخوانده
شهرهای التا، نروژ، اولو، فنلاند و آپاتیتی خواهرخوانده‌های بخش بودن هستند.